# Мульчиха
Мульчиха — река в России, протекает по Солонешенскому и Чарышскому районам Алтайского края. Устье реки находится в с. Александровка, в 15 км по правому берегу реки Сибирячиха. Длина реки составляет 14 км.

## Хозяйственное использование
Долина реки представлена землями сельскохозяйственного назначения и лесного фонда. В устье реки — село Александровка. Река дала название существовавшему до середины XX века руднику Мульчиха, на котором добывалась вольфрамовая руда.

## Притоки
От истока к устью
- Барчиха (справа)
- Чернаковский (справа)
- Кучина (слева)
- Сысоев (справа)

## Данные водного реестра
По данным государственного водного реестра России относится к Верхнеобскому бассейновому округу, водохозяйственный участок реки — Обь от слияния рек Бия и Катунь до города Барнаул, без реки Алей, речной подбассейн реки — бассейны притоков (Верхней) Оби до впадения Томи. Речной бассейн реки — (Верхняя) Обь до впадения Иртыша.